# 土肥昭夫
土肥 昭夫（どい てるお、1944年 - ）は、日本の哺乳類学者。

## 人物
1944年生まれ。1967年九州大学理学部生物学科卒、1969年九州大学理学研究科生物学生態学修了。1981年 九州大学理学博士。論文は「Coexistence of two sympatric species of Japanese forest mice genus Apodemus (Rodentia : Muridae)(同所性,日本産アカネズミ属2種の共存機構)」。1997年 - 2000年、日本哺乳類学会 評議員、1996年 - 2000年、野生生物保護学会編集委員、評議員、理学修士、理学博士。九州大学理学部生物学科生態学研究室をへて長崎大学環境科学部環境保全設計コース自然環境保全講座教授。長崎大学を退職後は、1985年以来生態学的研究を続けていたイリオモテヤマネコの絶滅を回避するための生息地の保全や、生息地の生態系・自然環境をヤマネコと人とが共生しつつ後世まで保全する道を拓くための調査委員会を立ち上げた。

## 著書
- 土肥昭夫 (1993), ネコ科の社会構造とその維持機構の解明(特に血縁判定によるアプローチ), 科学研究費補助金(一般研究C)研究成果報告書 平成4年度, [九州大学]

- 土肥昭夫 (1996), 対馬国定公園における自然環境保全と野生生物保護に関する基礎的研究, 科学研究費補助金(一般研究(B))研究成果報告書 平成5-7年度, [九州大学]

- 哺乳類の生態学, 東京大学出版会, (1997), ISBN 4130601679

- 土肥昭夫 (2003), 亜熱帯・暖帯自然生態系のニホンジカ社会システムと資源利用方式の解明 : 自然生態系長期保全手法の開発のための基礎的研究, 科学研究費補助金基盤研究(C)(2)研究成果報告書, 平成11年度-平成14年度, [九州大学]

## 論文
- 国立情報学研究所収録論文 国立情報学研究所

- 馬場稔; 土肥昭夫; 小野勇一 (1982), “ムササビの土地利用と活動性”, 日本生態学会誌 (日本生態学会) 32 (2):  189-198, doi:10.18960/seitai.32.2_189

- 馬場稔; 土肥昭夫; 岩本俊孝; 中園敏之 (1997), “1 九州のニホンカモシカに見られた疥癬”, 衞生動物 (日本衛生動物学会) 48 (2):  175, doi:10.7601/mez.48.175_1

- 土肥昭夫 (1969), “グッピーPoecilia reticulataの摂餌行動 : 摂餌初期に関する実験的研究”, 日本生態学会誌 (日本生態学会) 19 (2):  62-66, doi:10.18960/seitai.19.2_62

- 土肥昭夫; 篠崎桃子; 寺西あゆみ; 伊澤雅子 (2007), “長崎大学文教キャンパスに生活するノネコに見られる社会的集会(環境科学部創立10周年記念特別号)”, 長崎大学総合環境研究 (長崎大学):  45-57

- 遠藤晃; 土肥昭夫 (1996), “Home range of female sika deer Cervus nippon on Nozaki Island, the Goto Archipelago, Japan”, Journal of the Mammalogical Society of Japan (日本哺乳類学会) 21 (1):  27-35

- 遠藤晃; 土肥昭夫; 伊澤雅子; 矢部恒晶; 辻高史 (2000), “シカ用生け捕りワナEN-TRAPの試作・適用”, 哺乳類科学 (日本哺乳類学会) 40 (2):  145-153, doi:10.11238/mammalianscience.40.145

- 遠藤晃; 土肥昭夫 (2001), “Asynchronous estrus of female sika deer (Cervus nippon) during the rutting season”, Mammal study (日本哺乳類学会) 26 (1):  69-72

- 岩本俊孝; 坂田拓司; 中園敏之; 歌岡宏信; 池田浩一; 西下勇樹; 常田邦彦; 土肥昭夫 (2000), “糞粒法によるシカ密度推定式の改良”, 哺乳類科学 (日本哺乳類学会) 40 (1):  1-17, doi:10.11238/mammalianscience.40.1

- 伊澤雅子; 土肥昭夫; 小野勇一 (1982), “小島に生息するノネコのグルーピングパターン”, 日本生態学会誌 (日本生態学会) 32 (3):  373-382, doi:10.18960/seitai.32.3_373

- 前川考治; 伊澤雅子; 土肥昭夫 (1996), “ツシマヤマネコの環境利用様式と関連する餌動物であるネズミ類の分布と密度大宜味村におけるハイイロマングースの捕食動物種の分析生物学会第32回大会講演要旨”, 沖縄生物学会誌 34:  57-57, NAID 10001931203

- 中西希; OKAMURA Maki; WATANABE Shinichi; 伊澤雅子; 土肥昭夫 (2005), [1:TEOHOH2.0.CO;2 “The effect of habitat on home range size in the Iriomote Cat Prionailurus bengalensis iriomotensis”], Mammal study 30 (1):  1-10

- 中西希; 伊澤雅子; 寺西あゆみ; 土肥昭夫 (2010), “ツシマヤマネコの交通事故遭遇個体の齢構成”, 保全生態学研究 (日本生態学会) 15 (1):  39-46, doi:10.18960/hozen.15.1_39

- OKAMURA Maki; 土肥昭夫; SAKAGUCHI Noriaki; 伊澤雅子 (2000), “Annual reproductive cycle of the Iriomote cat Felis iriomotensis”, Mammal study (日本哺乳類学会) 25 (2):  75-85

- 小野勇一; 土肥昭夫; 伊澤雅子 (1985), “イリオモテヤマネコのテレメトリー (イリオモテヤマネコ<特集>)”, 動物と自然 (ニュー・サイエンス社) 15 (5):  7-11

- 櫻木まゆみ; 丸谷知己; 土肥昭夫 (1999), “樹木年代学的手法による山地流域のニホンジカ生息密度・分布域の時間的変化の再現”, 日本林學會誌 (一般社団法人日本森林学会) 81 (2):  147-152, doi:10.11519/jjfs1953.81.2_147

- 玉手英利; 真室里香; 伊澤雅子; 城間恒宏; 土肥昭夫 (2000), “ニホンジカ亜種間の遺伝的分化・特にケラマジカの系統関係について”, Tropics (日本熱帯生態学会) 10 (1):  73-78

- TATARA Masaya; 土肥昭夫 (1994), “Comparative analyses on food habits of Japanese marten, Siberian weasel and leopard cat in the Tsushima islands, Japan”, Ecological research (Ecological Society of Japan) 9 (1):  99-107

- 徳永章二; 土肥昭夫; 小野勇一 (1982), “アンケート調査によるツシマジカの分布”, 生物科学 (日本生物科学者協会) 34 (4):  175-181

- 渡辺伸一; 中西希; 伊澤雅子; 阪口法明; 土肥昭夫 (2002), “数値標高モデル(DEM)を用いたイリオモテヤマネコの行動圏利用様式の三次元空間解析の試み(<特集1>哺乳類の行動圏研究の現状と将来及びテレメトリー法データ行動圏解析法)”, 日本生態学会誌 (日本生態学会) 52 (2):  259-263, doi:10.18960/seitai.52.2_259

- 安田宣紘; 江崎健二郎; 阿久沢正夫; 伊澤雅子; 土肥昭夫; 阪口法明; 鑪雅哉 (1994), “イリオモテヤマネコとツシマヤマネコの蠕虫感染状況”, 日本獣医学雑誌 (社団法人日本獣医学会) 56 (6):  1069-1073, NAID 110003916164

- 安田宣紘; 阿久沢正夫; 冨宿誠吾; 松元光春 (1999), “1996年-97年に経験されたイリオモテヤマネコの保護および死亡例”, 日本獣医師会雑誌 (日本獣医師会) 52 (9):  575-578, doi:10.12935/jvma1951.52.575

- 安田宣紘; 阿久沢正夫; 冨宿誠吾; 松本光春; 伊澤雅子; 土肥昭夫; 鑪雅哉 (2000), “天然記念物ツシマヤマネコの剖検例”, 日本獣医師会雑誌 (日本獣医師会) 53 (1):  18-20, doi:10.12935/jvma1951.53.18

- 山城明日香; 山城考; 土肥昭夫; 伊澤雅子; 遠藤晃 (2004), “ケラマジカ(Cervus nippon keramae)の食性 : 糞分析および食痕調査から”, 野生生物保護 (野生生物保護学会) 9 (1):  47-61, doi:10.20798/wildlifeconsjp.9.1_47 --!>